# Iceman Parsons
King Bailey Parsons Jr. (Saint Louis, 11 giugno 1950) è un ex wrestler statunitense, maggiormente conosciuto con il ring name Iceman Parsons.

## Carriera
Parsons cominciò l'attività di wrestler nel 1979 dopo essere stato allenato da Nick Kozak. Esordì nella National Wrestling Alliance (NWA) di Paul Boesch nella zona di Houston, Texas. Boesch contattò Don Owen e riuscì a trovare ingaggi a King nell'area della NWA Pacific Northwest. Sia Don sia Elton Owen svolgevano l'attività di promotori in Oregon e nello Stato di Washington. Mentre era nella compagnia, Parsons lottò in coppia con Rocky Johnson e vinse il titolo tag team. King si trasferì a Barling, Arkansas, e visse lì mentre lottava in una federazione di Tulsa e per Leroy McGuirk nel 1978–79 circa. Quindi si spostò a Worland, Wyoming e lottò nella Rocky Mountain Wrestling per circa un anno, viaggiando tra Wyoming, Idaho e Utah.
Nel 1982 si trasferì nella Jim Crockett Promotions dove fece coppia con Porkchop Cash ed ebbe un feud con Don Kernodle e Jim Nelson per l'NWA Mid-Atlantic Tag Team Championship. Nel 1983 giunse alla World Class Championship Wrestling. Ebbe rivalità con One Man Gang e Chris Adams. Poi fu la volta del Freebird Buddy Roberts che gli tagliò i capelli. La loro rivalità ebbe fine a fine giugno 1983 con la vittoria di Parsons. All'inizio di dicembre 1983, Parsons venne sfigurato ("kayfabe") da Skandor Akbar con un lanciafiamme durante un match. All'evento WCCW Wrestling Star Wars nel dicembre 1983, Parsons andò vicino a vincere l'NWA American Tag Team Championship contro i Super Destroyers, ma prevalsero questi ultimi e mantennero le cinture.
Formò anche il tag team denominato "Rock 'n' Soul" con Buck Zumhofe e la coppia ebbe una grande faida con i Super Destroyers. Lottò brevemente nella promozione Texas All-Star Wrestling nel 1986 e formò il "Dream Team" con Tiger Conway Jr. Qui i suoi rivali erano Mike e Dizzy Golden.
Successivamente Iceman andò a lottare nella Universal Wrestling Federation, ed ebbe rivalità principalmente con Chris Adams e Savannah Jack. Alla fine del 1987, si unì a Terry Gordy e Buddy Roberts, sostituendo temporaneamente Michael Hayes nei Fabulous Freebirds. Hayes si era alleato con Kerry e Kevin Von Erich ed ebbe luogo un lungo feud terminato con Gordy passato dalla parte di Hayes e con la fuoriuscita dei Von Erich e di Roberts dalla federazione. In questo periodo Parsons era conosciuto come "Blackbird" e formò un trio denominato "The Blackbirds" con Perry "Action" Jackson e Harold T. Harris. Nel 1985 Parsons avrebbe vinto il titolo WCWA American Heavyweight Championship sconfiggendo Chris Adams, per poi perderlo contro Ravishing Rick Rude. Nel marzo 1988 sconfisse Kerry Von Erich conquistando il World Class Heavyweight Championship in un match molto controverso al Dallas Sportatorium.
All'inizio degli anni '90, si trasferì nella Universal Wrestling Federation di Herb Abrams ed ebbe un feud con Colonel DeBeers circa il trattamento razzista che questi riservava all'arbitro afroamericano Larry Sampson, che nella storyline era cugino di Parsons. Nel 1992 approdò alla Global Wrestling Federation dove vinse il titolo tag team e North American. Poi ebbe una rivalità con The Ebony Experience, e lavorò anche nella United States Wrestling Association dove i suoi manager erno Skandor Akbar e Percy Pringle. Dopo la morte dell'amico Chris Adams nel 2001 e un serio infortunio alla schiena causato da un incidente d'auto, Parsons decise di diradare sempre più l'attività. Semi-ritiratosi, appare di tanto in tanto in qualche federazione del circuito indipendente in Texas.
Il 1º settembre 2018 ha lottato insieme a Marshall & Ross Von Erich sconfiggendo Tatanka, Kid Kash ed Arrow Club Kyote nella World Class Revolution.

## Personaggio
- Mossa finale
  - Butt Bump (Hip attack)
- Manager
  - The "Original Playa" Lance Romance
  - Percy Pringle III
  - Harold T. Harris
  - Skandor Akbar
  - Toni Adams
  - The Witch Dr Baboose
- Soprannomi
  - "Iceman"
  - "Blackbird"
- Musiche d'entrata
  - We Are Family delle Sister Sledge
  - Bad di Michael Jackson (in coppia con Brickhouse Brown come The Blackbrids)

## Titoli e riconoscimenti
- Big D Wrestling
  - Big D Tag Team Championship (2) –con Action Jackson[4]
- Continental Wrestling Alliance
  - CWA Heavyweight Championship (1)[4]
- Extreme Pro Wrestling
  - EPW Texas Heavyweight Championship (1)[4]
- Global Wrestling Federation
  - GWF North American Heavyweight Championship (1)[5]
  - GWF Tag Team Championship (1) – con Perry Jackson[6]
- Mid-Atlantic Championship Wrestling
  - NWA Mid-Atlantic Tag Team Championship (1) – con Porkchop Cash[7]
- National Class Wrestling
  - NCW Heavyweight Championship (1)[4]
- North American Wrestling Alliance
  - NAWA Heavyweight Championship (1)[4]
- Pacific Northwest Wrestling
  - NWA Pacific Northwest Tag Team Championship (1) – con Rocky Johnson[8]
- Pro Wrestling Illustrated
  - 69º classificato nella lista dei migliori 500 wrestler singoli nei "PWI 500" del 1991[9]
  - 249º classificato nella lista dei migliori 500 wrestler singoli nei "PWI Years" del 2003
- Texas All-Star Wrestling
  - Texas All-Star USA Tag Team Championship (2) – con Tiger Conway Jr.[10]
- Texas Wrestling Federation
  - TWF Asian Heavyweight Championship (1)[4]
- Ultimate Wrestling Federation
  - UWF Heavyweight Championship (1)[4]
- World Class Championship Wrestling / World Class Wrestling Association
  - NWA American Heavyweight Championship (1)[11][12]
  - NWA American Tag Team Championship (3) – con Brian Adias (1) e Buck Zumhofe (2)[13][14]
  - WCCW Television Championship (4)[15][16]
  - WCWA Texas Heavyweight Championship (1)[17][18]
  - WCWA World Heavyweight Championship (1)[19]
  - WCWA World Six-Man Tag Team Championship (1) – con Terry Gordy e Buddy Roberts[20]
  - WCWA World Tag Team Championship (1) – con Terry Taylor[21]
- World Wrestling Alliance
  - WWA Heavyweight Championship (1)[4]